# Апостольский нунций в Таджикистане
Апостольский нунций в Республике Таджикистан — дипломатический представитель Святого Престола в Таджикистане. Данный дипломатический пост занимает церковно-дипломатический представитель Ватикана в ранге посла. Апостольская нунциатура в Таджикистане была учреждена на постоянной основе 15 июня 1996 года.
В настоящее время Апостольским нунцием в Таджикистане является архиепископ Георг Панамтхундил, назначенный Папой Франциском 15 июля 2023 года.

## История
Апостольская нунциатура в Таджикистане была учреждена на постоянной основе 15 июня 1996 года, бреве «Quo firmiores reddantur» папы римского Иоанна Павла II. Однако апостольский нунций не имеет официальной резиденции в Таджикистане, в его столице Душанбе и является апостольским нунцием по совместительству, эпизодически навещая страну. Резиденцией апостольского нунция в Таджикистане является Астана — столица Казахстана.

## Апостольские нунции в Таджикистане
- Мариан Олесь — (28 декабря 1996 — 11 декабря 2001 — назначен апостольским нунцием в Словении);
- Юзеф Весоловский (16 февраля 2002 — 24 января 2008 — назначен апостольским нунцием в Доминиканской Республике);
- Мигель Маури Буэндиа (12 июля 2008 — 5 декабря 2015 — назначен апостольским нунцием в Румынии);
- Фрэнсис Ассизи Чулликатт — (30 апреля 2016 — 1 октября 2022 — назначен апостольским нунцием в Боснии и Герцеговине и Черногории);
- Георг Панамтхундил — (15 июля 2023 — по настоящее время).